# Sucesión de baja discrepancia
En el ámbito de las matemáticas, se denomina sucesión de baja discrepancia a una sucesión con la propiedad de que para todos los valores de N, su subsucesión x 1, ..., x N tiene una discrepancia baja.
En términos generales, la discrepancia de una sucesión es baja si la proporción de puntos en la sucesión que se encuentran en un conjunto arbitrario B es casi proporcional a la medida de B , como sucedería en promedio (pero no para muestras particulares) en el caso de un distribución uniforme. Las definiciones específicas de discrepancia difieren en cuanto a la elección de B (hiperesferas, hipercubos, etc) y cómo se calcula (por lo general normalizada) la discrepancia para cada B y como se combina la discrepancia (normalmente tomando el peor valor).
Las sucesiones de baja discrepancia también se llaman sucesiones cuasi-aleatorias o sub-aleatorias, debido a ser usadas comúnmente como reemplazo de números aleatorios uniformemente distribuidos.
El calificador "cuasi"  se utiliza para indicar más claramente que los valores de una sucesión de baja discrepancia no son aleatorios ni pseudoaleatorios, pero tales sucesiones comparten algunas de las propiedades de las variables aleatorias y en ciertas aplicaciones tales como el cuasi método de Monte Carlo su baja discrepancia es una ventaja importante.

## Aplicaciones
- Integración
- Optimización
- Muestreo estadístico